# Nido

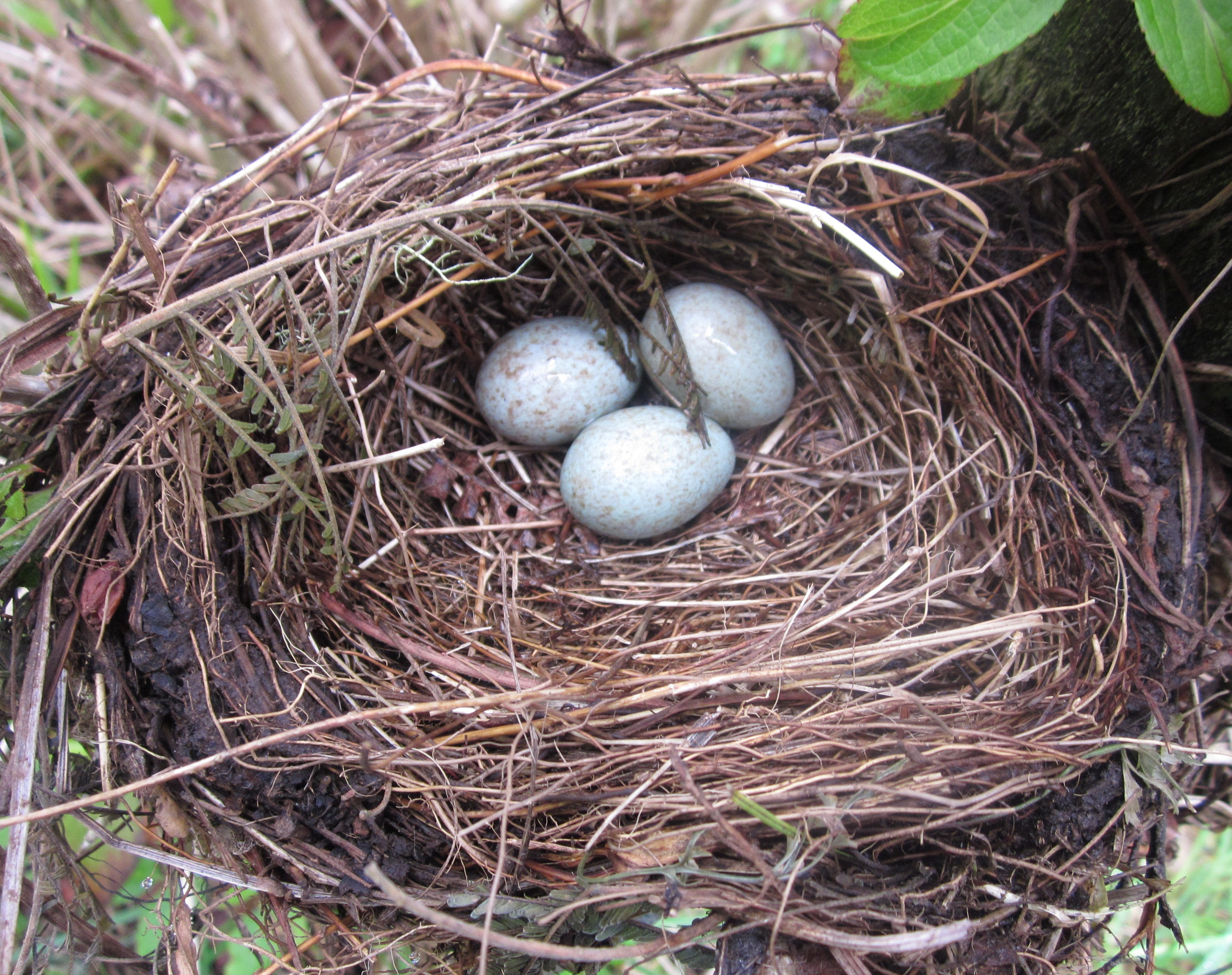
Un nido

Il nido è un luogo di rifugio costruito da molti animali per proteggere le proprie uova dai predatori. In genere è costituito da erba, ramoscelli o foglie.
È possibile trovare nidi in diversi habitat, prevalentemente costruiti dagli uccelli.
Esistono anche rettili, insetti, mammiferi o pesci che provvedono a costruirsi un nido.

## Costruttori di nidi
| Specie              | Descrizione | Immagine                                                                                            |
| ------------------- | --- | --------------------------------------------------------------------------------------------------- |
| Uccelli             | In generale gli uccelli sono i costruttori di nidi più abili, anche se non tutte le specie di uccelli costruiscono nidi, alcuni depongono le uova direttamente su sporgenze rocciose o terreno nudo senza prima modificare l'area. La complessa costruzione del nido è considerata uno dei principali vantaggi adattativi degli uccelli. I nidi aiutano a regolare la temperatura e a ridurre i rischi di predazione, aumentando così le possibilità che la prole viva fino all'età adulta. | Rhipidura leucophrys nel proprio nido                                                               |
| Mammiferi           | Molte specie di piccoli mammiferi come roditori, conigli e scoiattoli scavano buchi nel terreno al fine di creare nidi per proteggere se stessi e i loro piccoli. Molti mammiferi, inclusi procioni e puzzole, cercano cavità naturali nel terreno o negli alberi per costruire i loro nidi. I procioni e altri roditori usano le foglie per costruire il nido sottoterra e sugli alberi. Gli scoiattoli costruiscono i loro nidi sugli alberi, mentre le arvicole nidificano nell'erba alta. L'ornitorinco e l'echidna depongono le uova nei nidi. I gorilla costruiscono quotidianamente nidi con foglie e altra vegetazione in cui dormono la notte.                                                                        | Pongo pygmaeus nel proprio nido                                                                     |
| Anfibi              | Alcune specie di rane costruiscono nidi. Molte rane che vivono nei torrenti depongono le uova in una massa gelatinosa che attaccano alla vegetazione sottomarina al fine di irrobustire il nido. | Nido sotterraneo di rana giapponese                                                                 |
| Pesci               | I pesci si impegnano in attività di costruzione di nidi che vanno dalla semplice raccolta di sedimenti alla costruzione di strutture vegetali molto complesse. Gli spinarelli maschi producono uno speciale enzima nei loro reni che usano per legare le piante al fine di irrobustire il nido. | Uova di pesce del paradiso durante il processo di schiusa all'interno del nido                      |
| Rettili             | L'alligatore americano è noto per le sue capacità genitoriali. Costruiscono grandi nidi di fango e vegetazione sulle sponde dei fiumi. La femmina scava un buco al centro del nido per deporre le uova, le copre e poi le custodisce per due mesi fino alla schiusa. Quando le uova iniziano a schiudersi, rompe il nido che si è indurito nel tempo e conduce i piccoli in acqua dove continua ad accudirli per un altro anno. I cobra usano foglie e altri detriti per costruire nidi in cui depongono le uova che entrambi i sessi custodiscono. Le tartarughe marine scavano un buco nella sabbia sopra la linea dell'alta marea in cui depongono le uova. In seguito le coprono per proteggerle dal sole e dai predatori. | Nido di tartaruga marina                                                                            |
| Dinosauri (estinti) | Dai reperti fossili, è noto che molti dinosauri deponevano le uova. I paleontologi hanno identificato una serie di caratteristiche che consentono loro di distinguere un sito di nidificazione da un raggruppamento casuale di uova. | Ricostruzione di uova di Maiasaura peeblesorum nel proprio nido, Museo di Storia Naturale di Londra |
| Insetti             | Gli insetti sociali, compresa la maggior parte delle specie di formiche, api, termiti e vespe, sono costruttori di nidi. Spesso elaborati, possono essere trovati sopra o sotto terra. Le caratteristiche spesso includono sistemi di ventilazione e camere separate per la regina, le sue uova e gli individui in via di sviluppo. Api e calabroni cercano spesso cavità naturali in cui costruire i loro nidi, noti anche come alveari, in cui immagazzinano cibo e allevano i loro piccoli. Altre specie di api e alcune vespe scavano buche nel terreno o masticano il legno. | Centinaia di api si radunano nel loro nido.                                                         |

## Galleria d'immagini

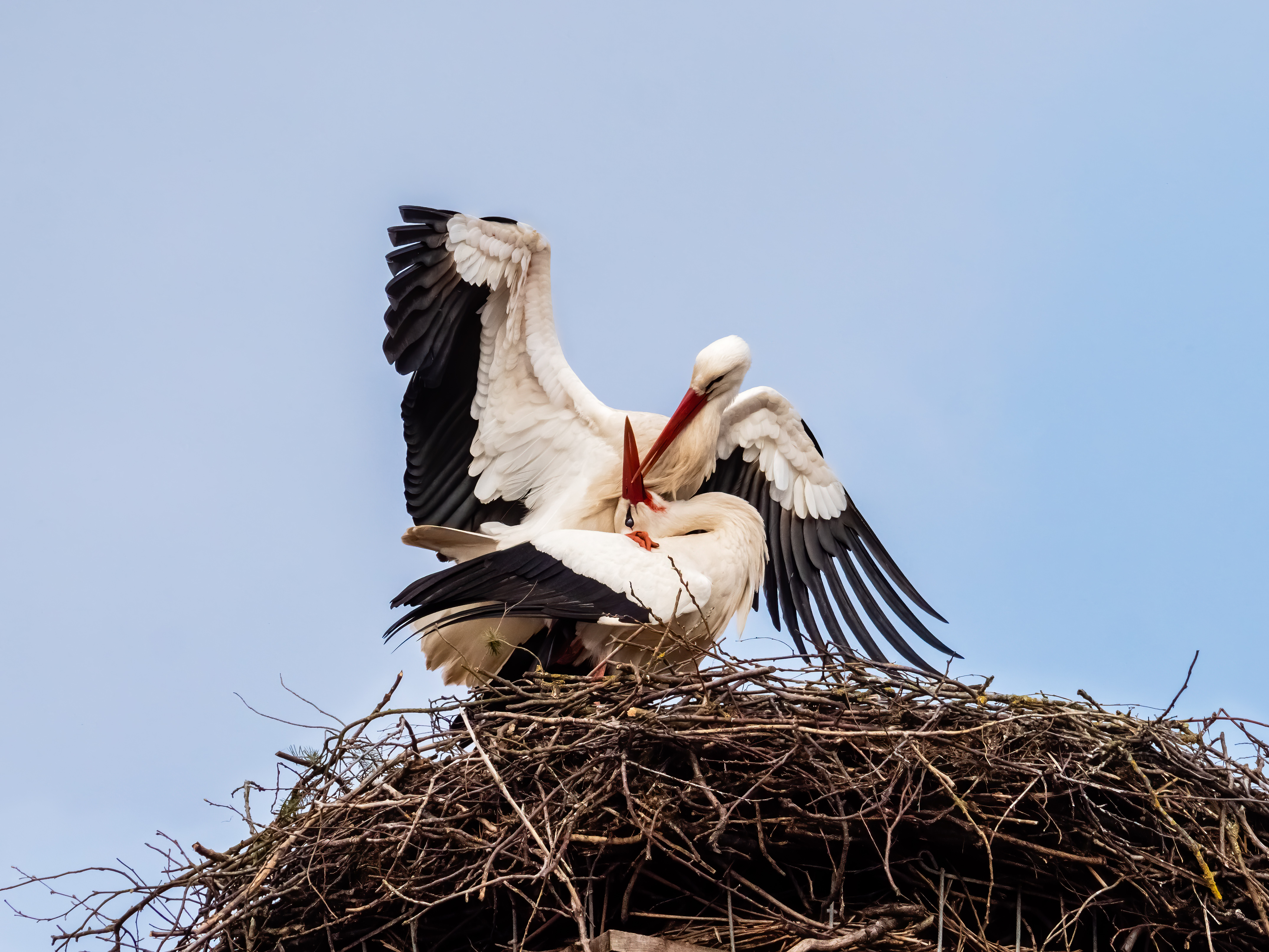
Nido di cicogne a Zentbechhofen nella Media Franconia
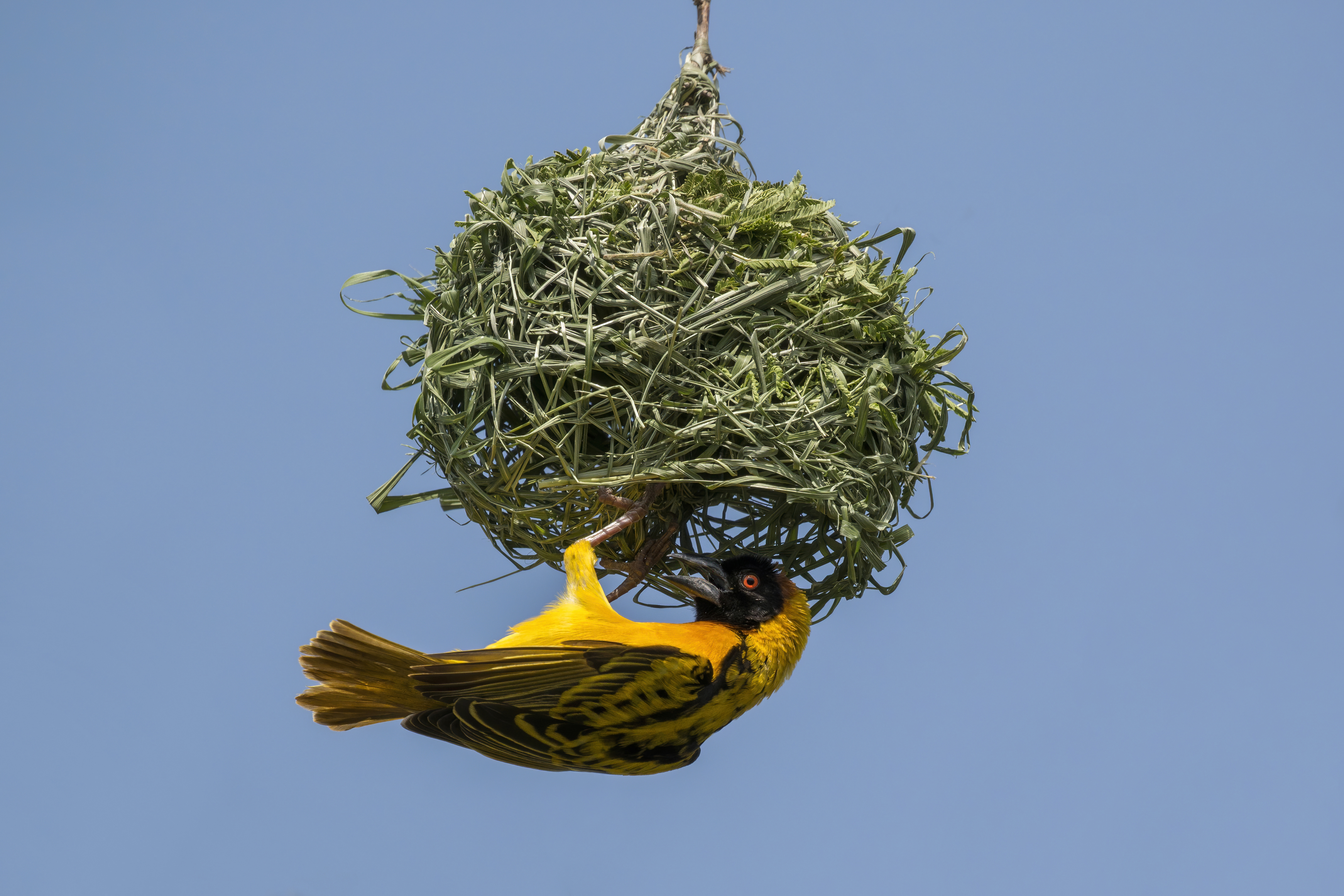
Ploceus cucullatus bohndorffi nella costruzione del nido, Parco Nazionale Queen Elizabeth, Uganda
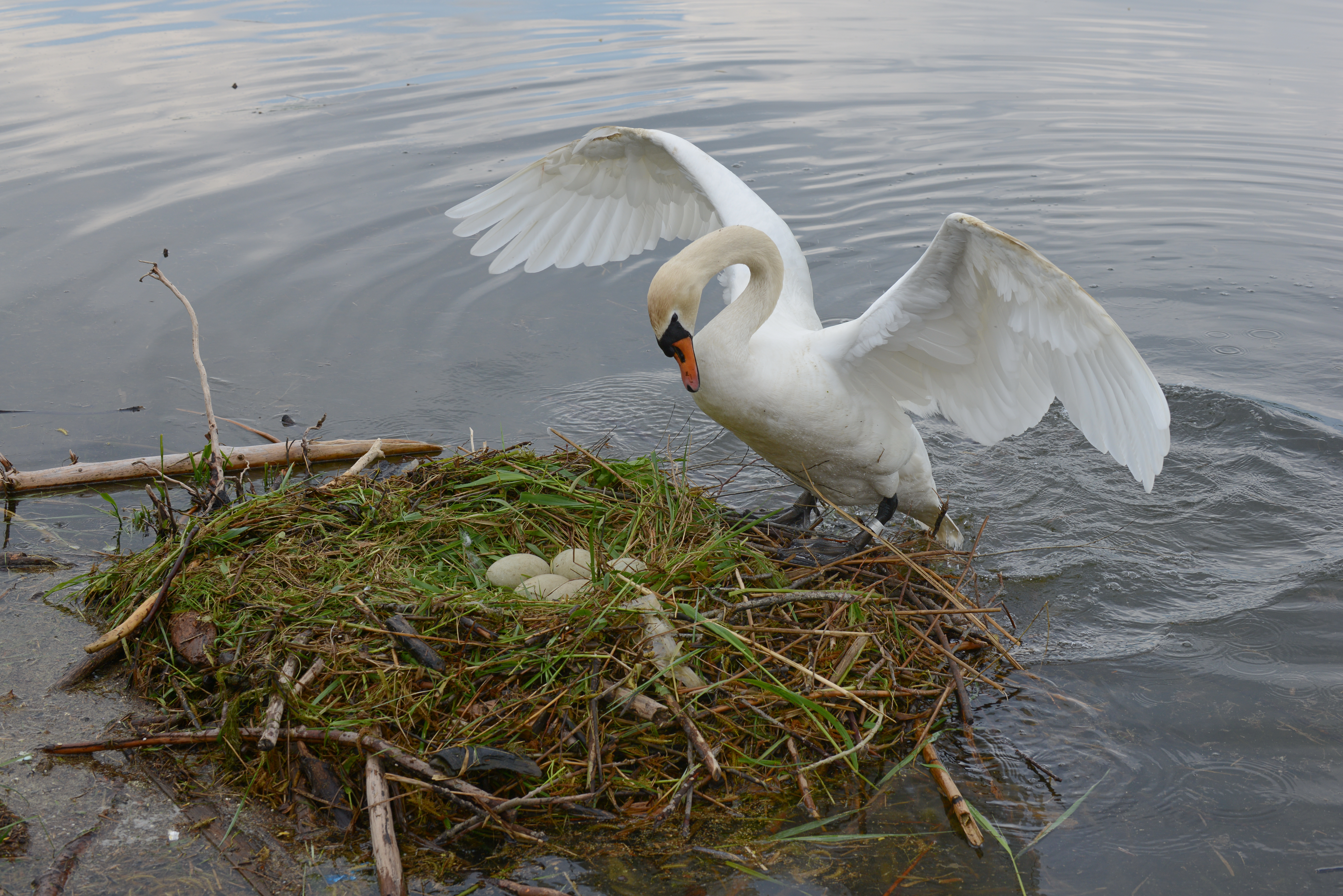
Un cigno (Cygnus olor) in atterraggio nel suo nido
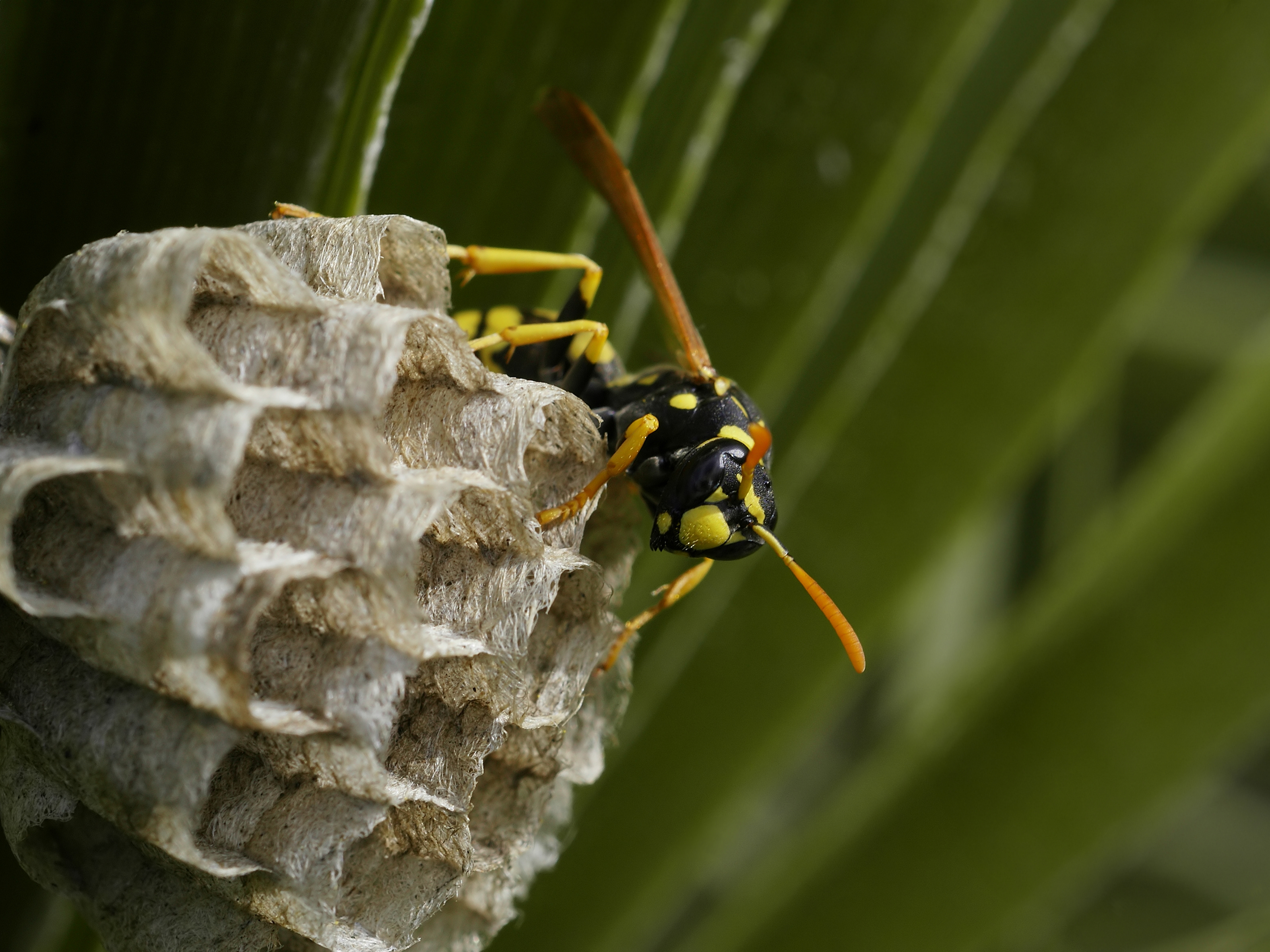
Polistes dominula sul proprio nido
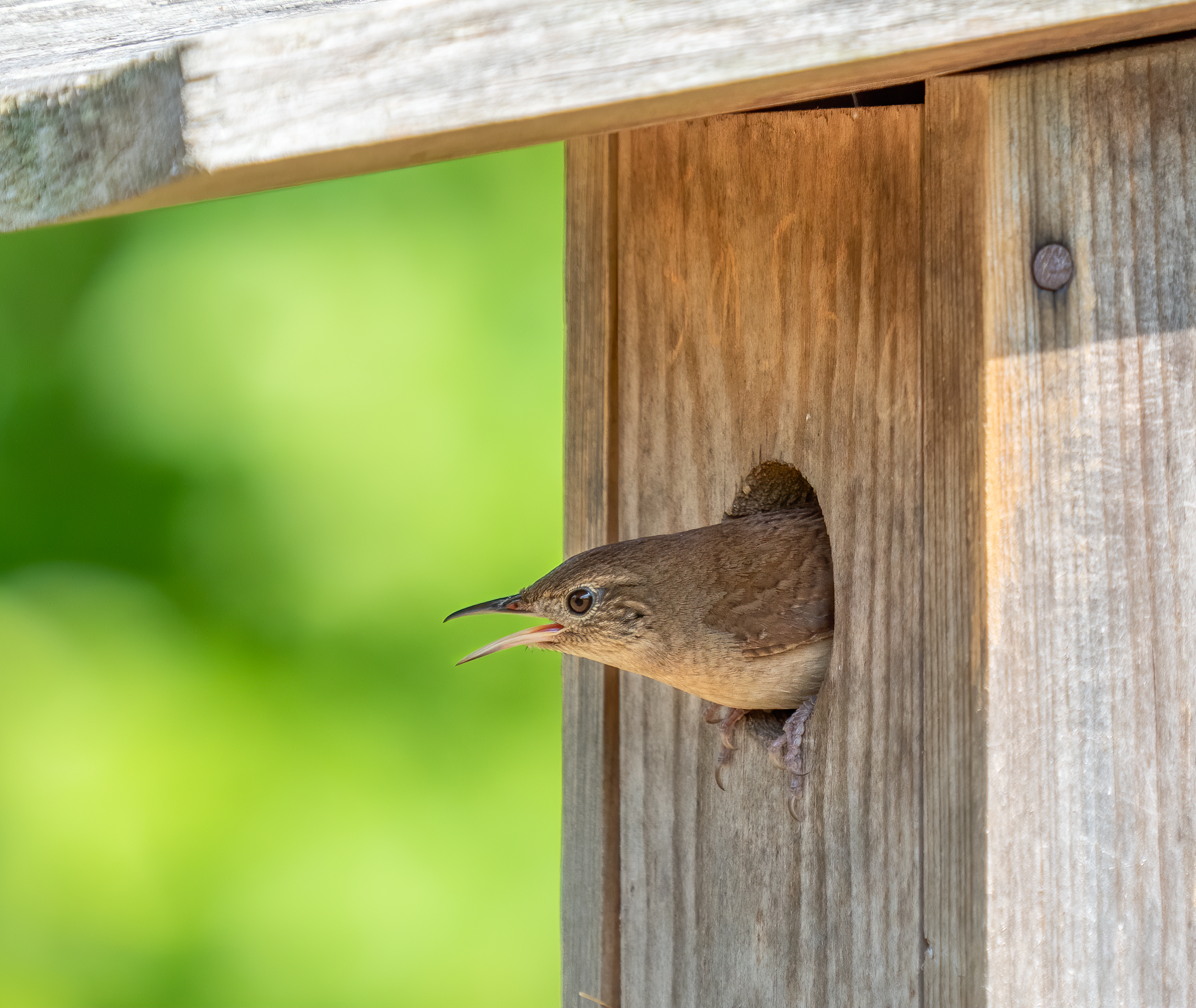
Troglodytes aedon in un nido artificiale
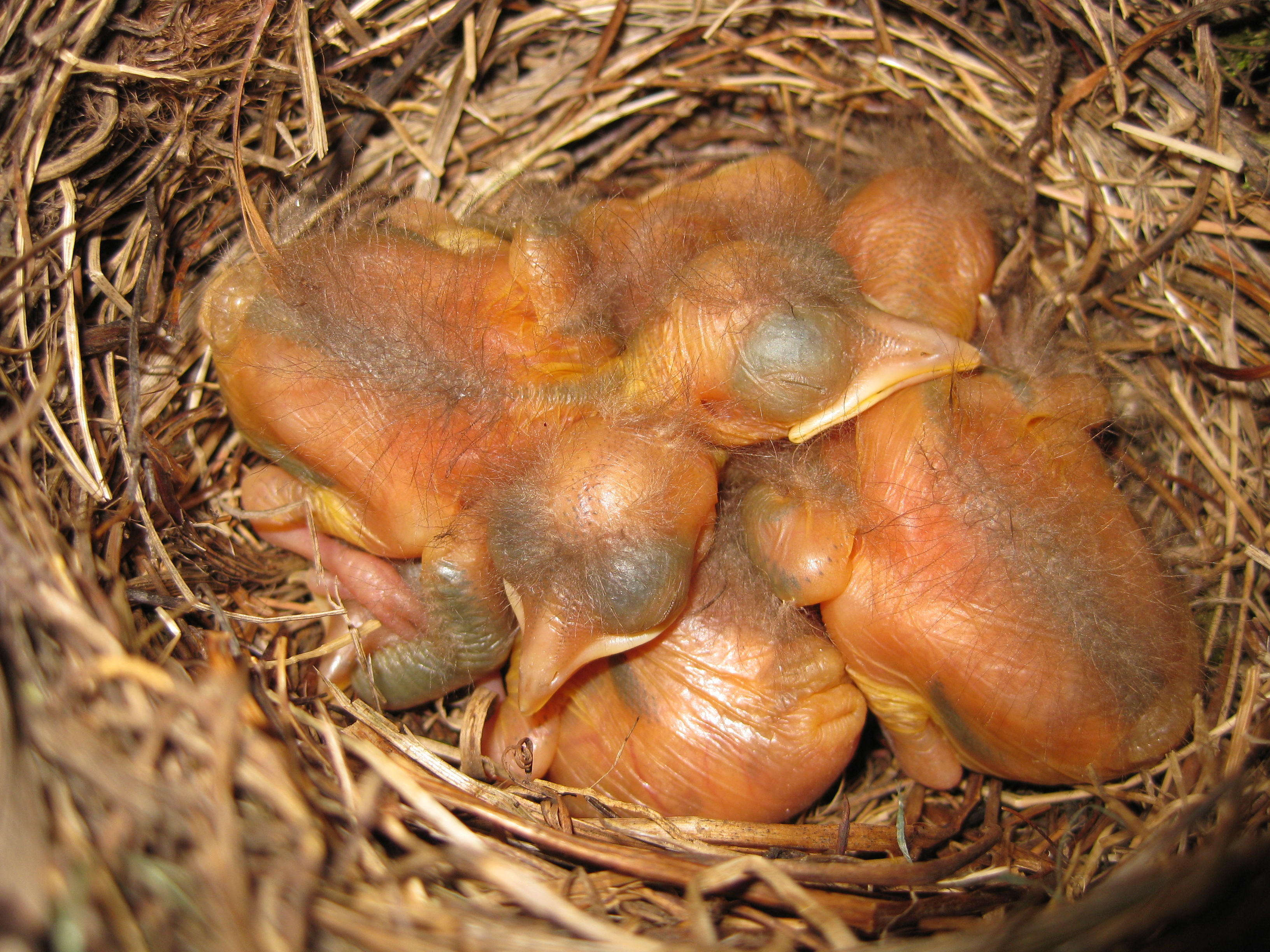
Piccoli di Turdus merula nel loro nido
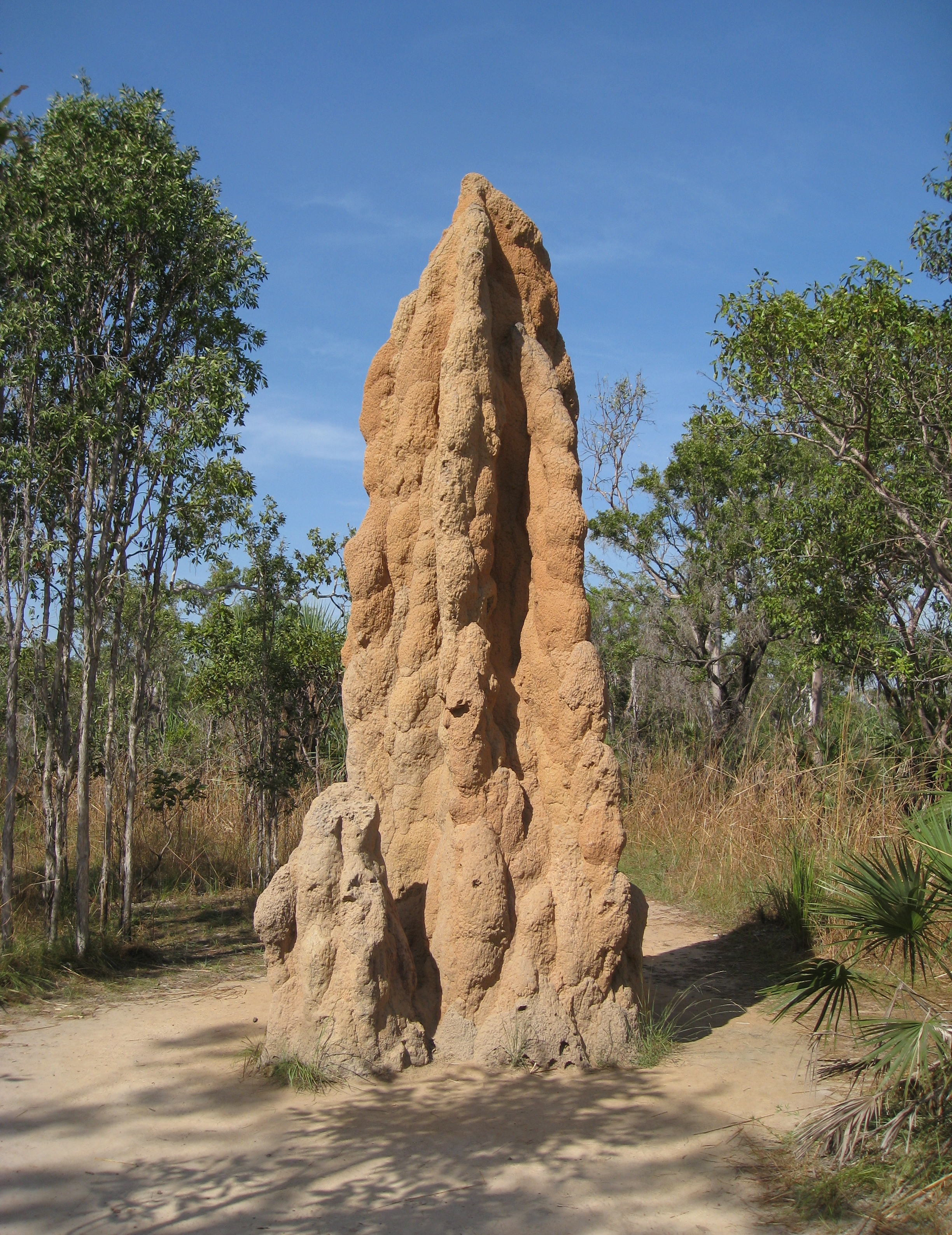
I nidi di termiti possono estendersi per 5 metri
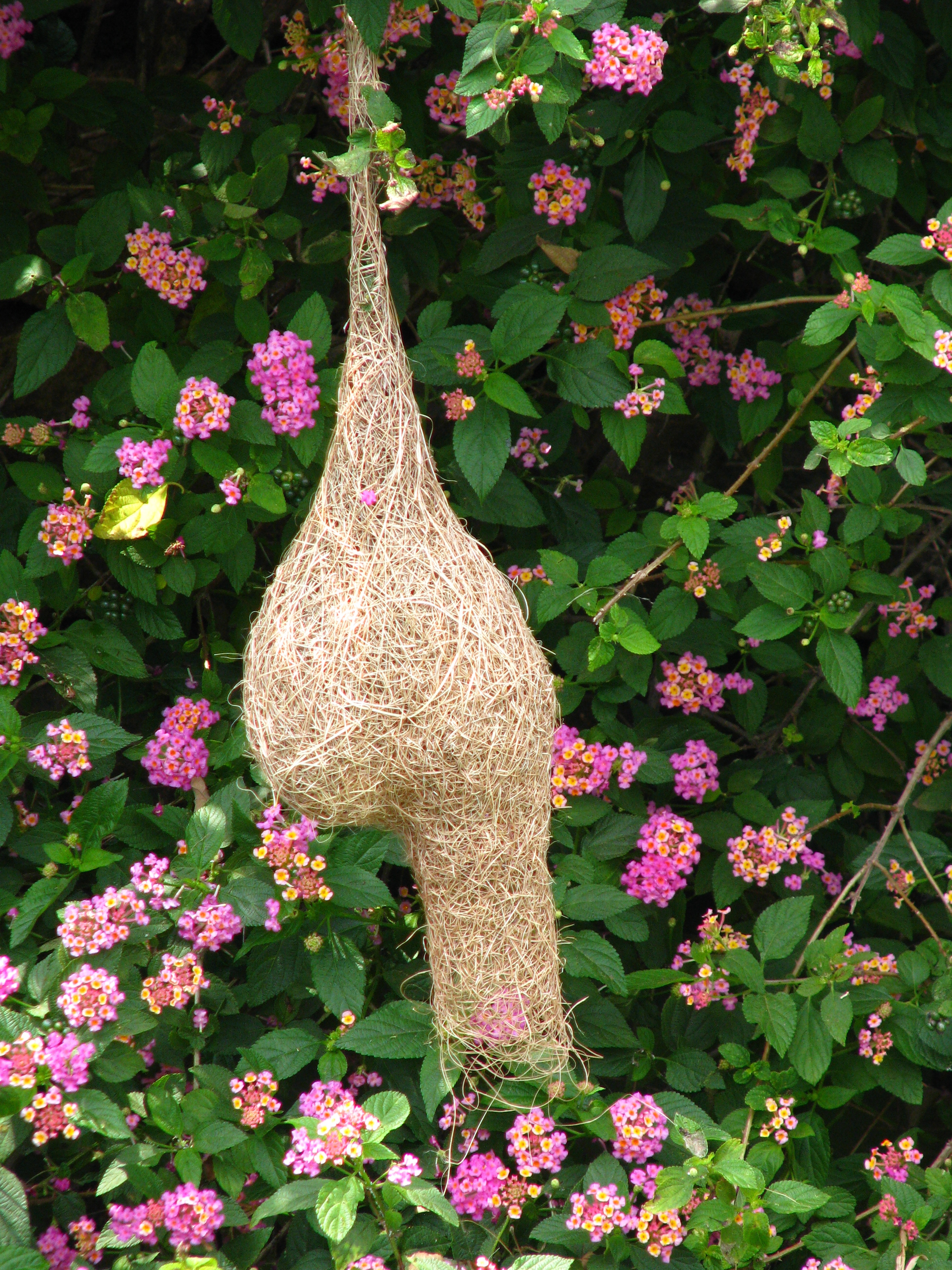
Nido di Ploceus philippinus